# 札幌軟石

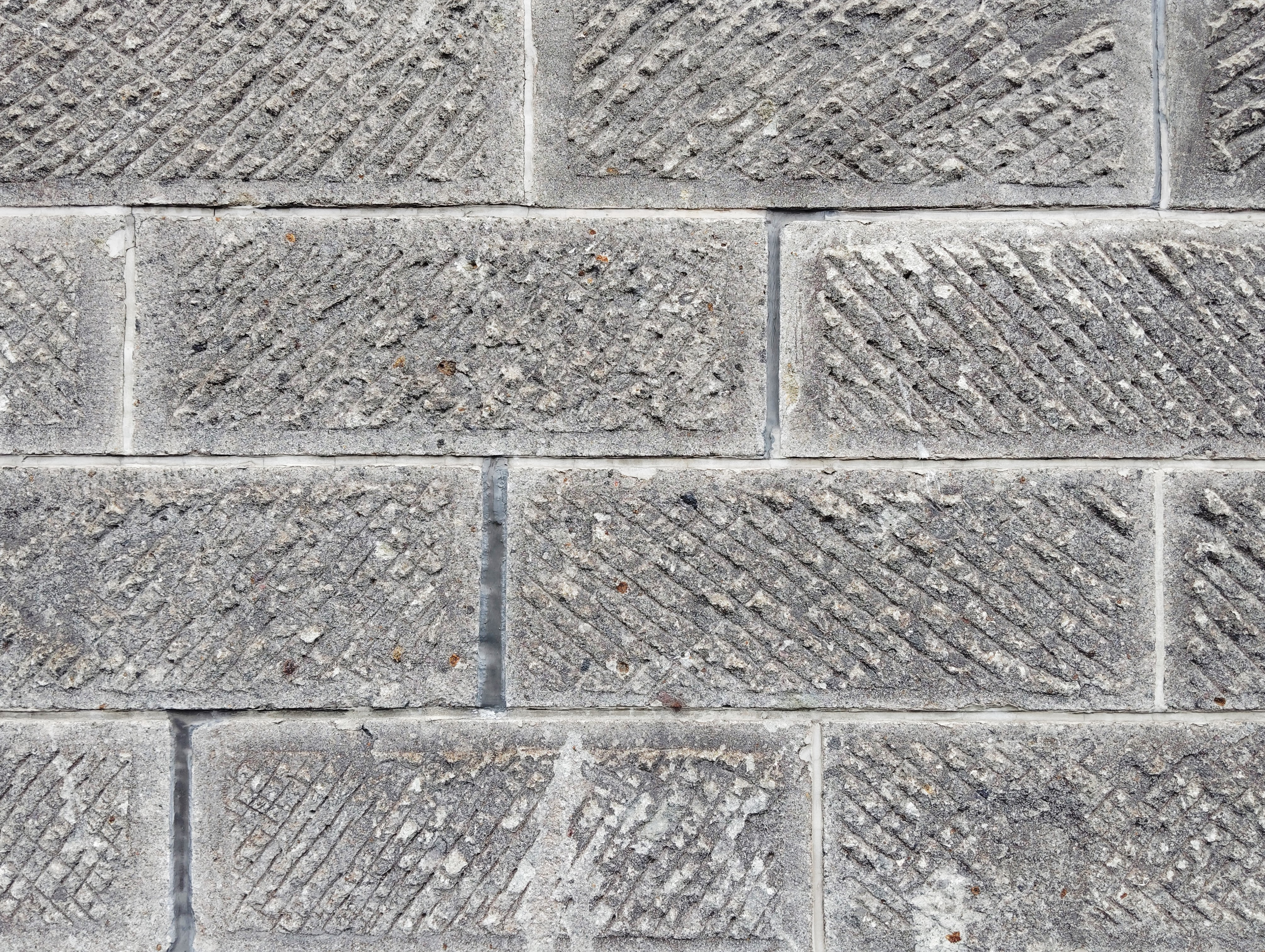
西洋美術館の外壁に用いられた札幌軟石

札幌軟石（さっぽろなんせき）とは、北海道札幌市南区で産出する凝灰岩の石材。単に「軟石」と呼ぶこともある。明治時代から昭和初期にかけて、札幌市や小樽市周辺の建物の建設資材として用いられた。

## 特色

### 軟石の形成
約4万年前に支笏カルデラ（支笏湖を形成した火山活動）で発生した大規模な火砕流が冷え固まってできた溶結凝灰岩である。この噴火による噴出物は周辺を広く覆いつくし、北は現在の札幌市南区にまで達した。札幌軟石は、この火砕流の噴出物が固結したものである。

### 発見と利用
1871年（明治4年）、札幌を訪れたお雇い外国人のA・G・ワーフィールドとトーマス・アンチセルは、札幌南部の穴の沢（現在の札幌市南区石山地区）で軟石を発見した。大谷石よりキメが細かく適当な硬度を有していること、柔らかいため切り出しが容易であること、軽く保温性が良いことから、開拓使が利用を奨励した。
1875年（明治8年）から軟石山で採石が始まり、1910年（明治43年）には札幌石材馬車鉄道が開業した。開拓時代の主要建造物の資材として広く使われるようになった。石山という地名や石山通という通りの名称が用いられるようになったのもこの頃である。なお、札幌軟石と同時期には硬石山から札幌硬石を切り出していた。また、北海道北広島市の島松川流域からは島松軟石が切り出されている。

### 現代の動向
昭和30年代以降にはコンクリートブロックが普及したことなどにより、建材としての新規利用は激減した。2019年（令和元年）時点で、札幌軟石の採掘を行っている業者は常盤地区に採石場を持つ1社のみである。札幌軟石の採掘・加工・販売を行う辻石材工業は、1892年（明治25年）に創業した企業である。2005年（平成17年）から2010年（平成22年）に札幌建築観賞会と札幌軟石文化を語る会が実施した調査によると、札幌市内には札幌軟石を使った建物が約300棟確認されている。
石切場跡が石山緑地や藻南公園の一部として整備されており、北海道地質百選にも選定されている。また、札幌軟石を使った雑貨やパン焼き窯が製作されたりするなど、新たな活用法が見出されており、軟石の端材を活用した雑貨・土産等も制作されている。

## 主な建築物

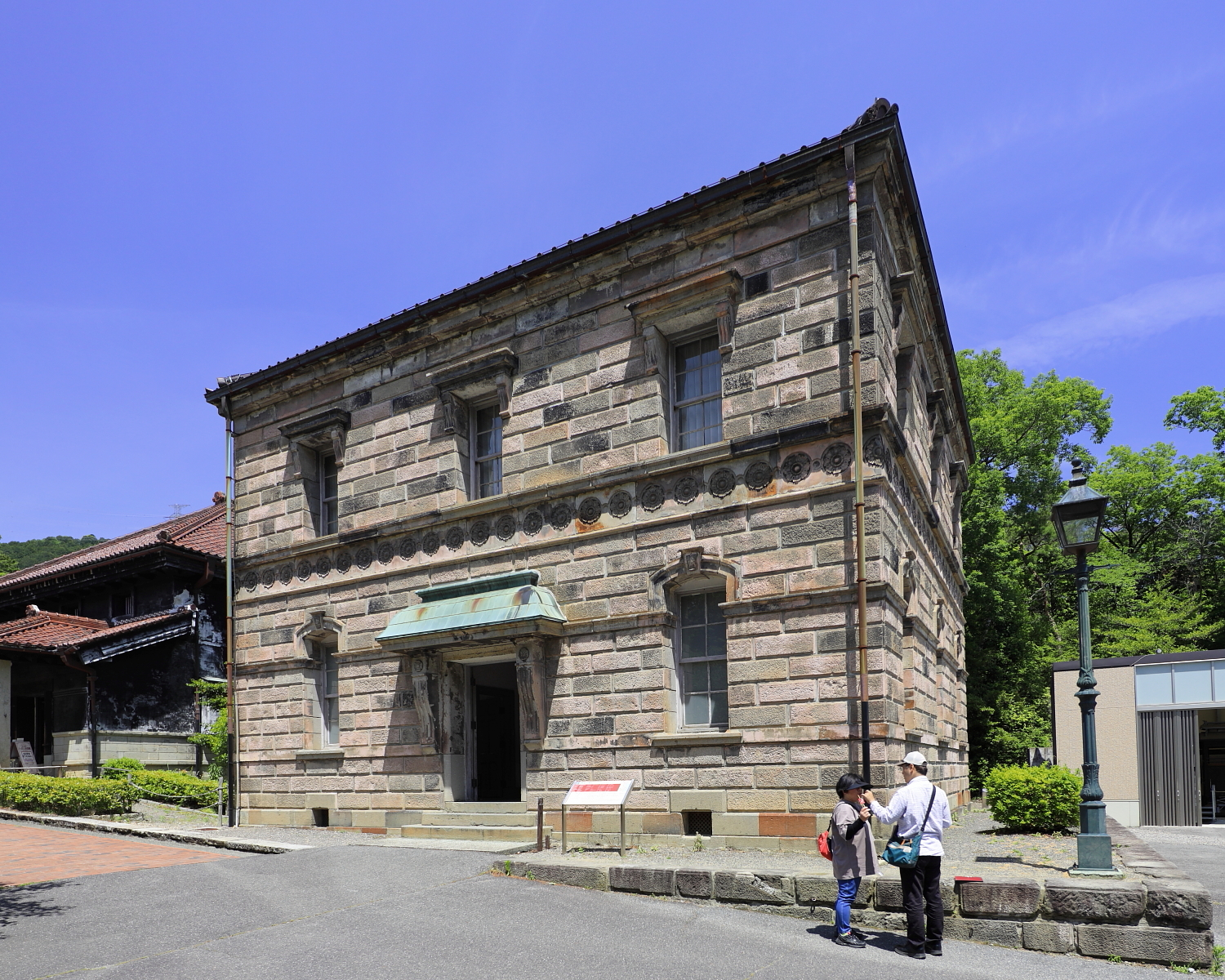
旧札幌電話交換局舎

- パタゴニアアウトレット札幌南（旧札幌酒造倉庫） - 1874年（明治7年）竣工。2003年（平成15年）に札幌ストアとして開店、2008年（平成20年）に現行名称に改称[4]。北海道札幌市中央区。
- 小樽運河倉庫群 - 1890年（明治23年）から1894年（明治27年）竣工。木骨石造または木骨レンガ造。北海道小樽市。
- 旧岡田倉庫[5] - 1897年（明治30年）竣工。木骨石造。北海道江別市。江別市指定文化財。
- 旧札幌電話交換局舎 - 1898年（明治31年）竣工。もとは北海道札幌市中央区。石造。博物館明治村に移築。重要文化財。
- カトリック北1条教会カテドラルホール - 1898年（明治31年）竣工。北海道札幌市中央区。札幌景観資産。
- 小林酒造四番蔵・五番蔵・六番蔵・蒸米場 - 1900年（明治33年）竣工。木骨石造。北海道夕張郡栗山町。登録有形文化財。
- 日本キリスト教団札幌教会[1] - 1904年（明治37年）竣工。北海道札幌市中央区。石造。登録有形文化財。
- 旧札幌拓殖倉庫 - 1907年（明治40年）竣工。もとは北海道札幌市北区。北海道開拓の村に移築。
- 旧小樽新聞社 - 1909年（明治42年）竣工。木骨石造3階建。もとは北海道小樽市。北海道開拓の村に移築。
- 旧札幌農学校第2農場サイロ - 1912年（大正元年）竣工。北海道札幌市北区。
- 西洋美術館（旧浪華倉庫） - 1925年（大正14年）竣工。木骨石造。北海道小樽市。小樽市指定歴史的建造物。
- 札幌市資料館（旧札幌控訴院庁舎）[1] - 1926年（大正15年）竣工。石造、煉瓦造、鉄筋コンクリート造。北海道札幌市中央区。重要文化財。
- ぽすとかん（旧石山郵便局） - 1940年（昭和15年）竣工。北海道札幌市南区。札幌景観資産[1]。地元有志により再生プロジェクトが立ち上げられ、軟石雑貨を扱う物販店舗、カフェとして運営されている[6]

外壁に使用
- KT三条ビル - 1961年（昭和36年）竣工。2007年（平成19年）に札幌軟石を外壁に用いてリニューアル。北海道札幌市中央区。

石造物
- 石山神社鳥居・狛犬・灯篭 - 北海道札幌市南区。

小樽運河倉庫群
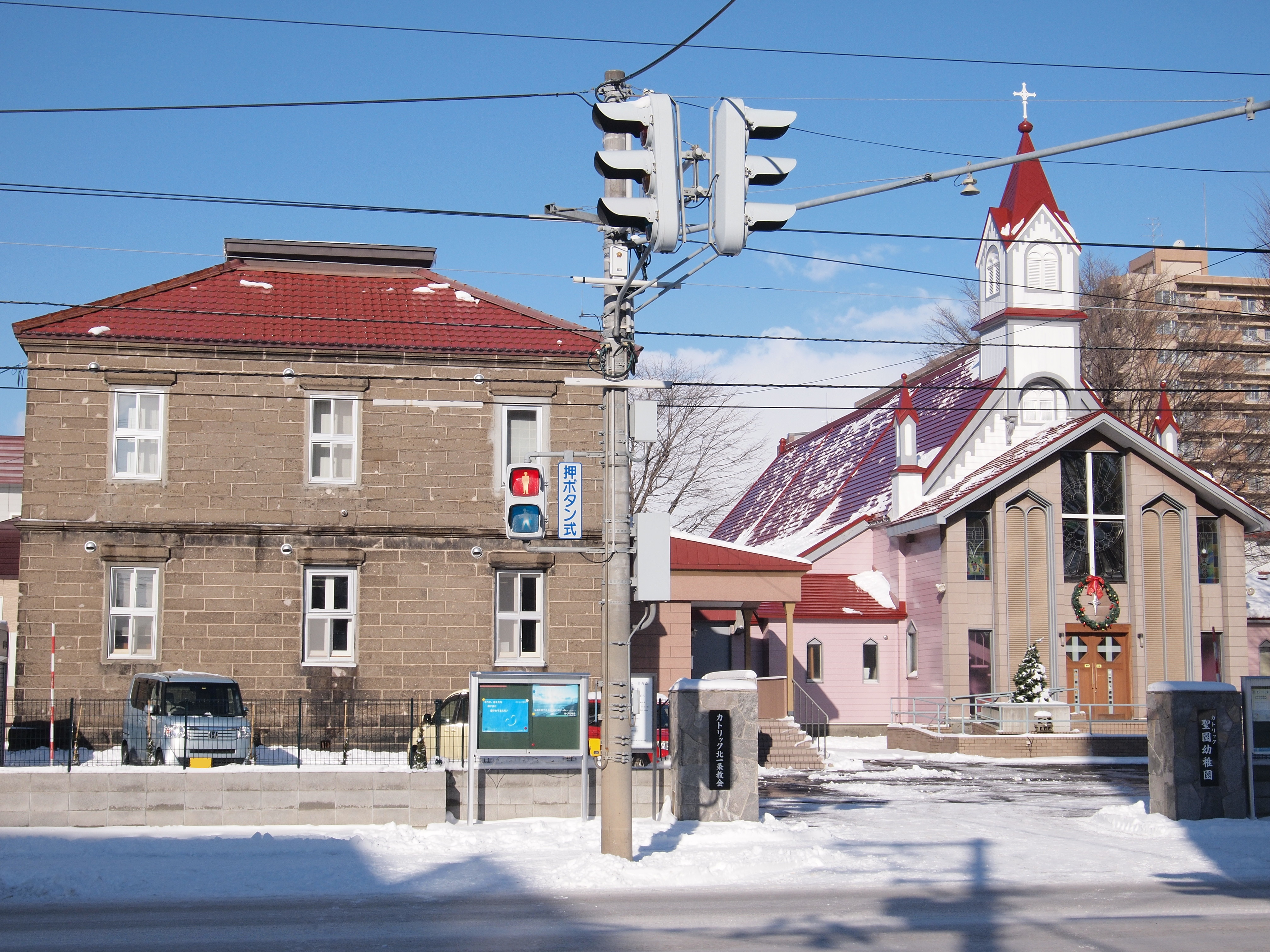
カトリック北1条教会カテドラルホール
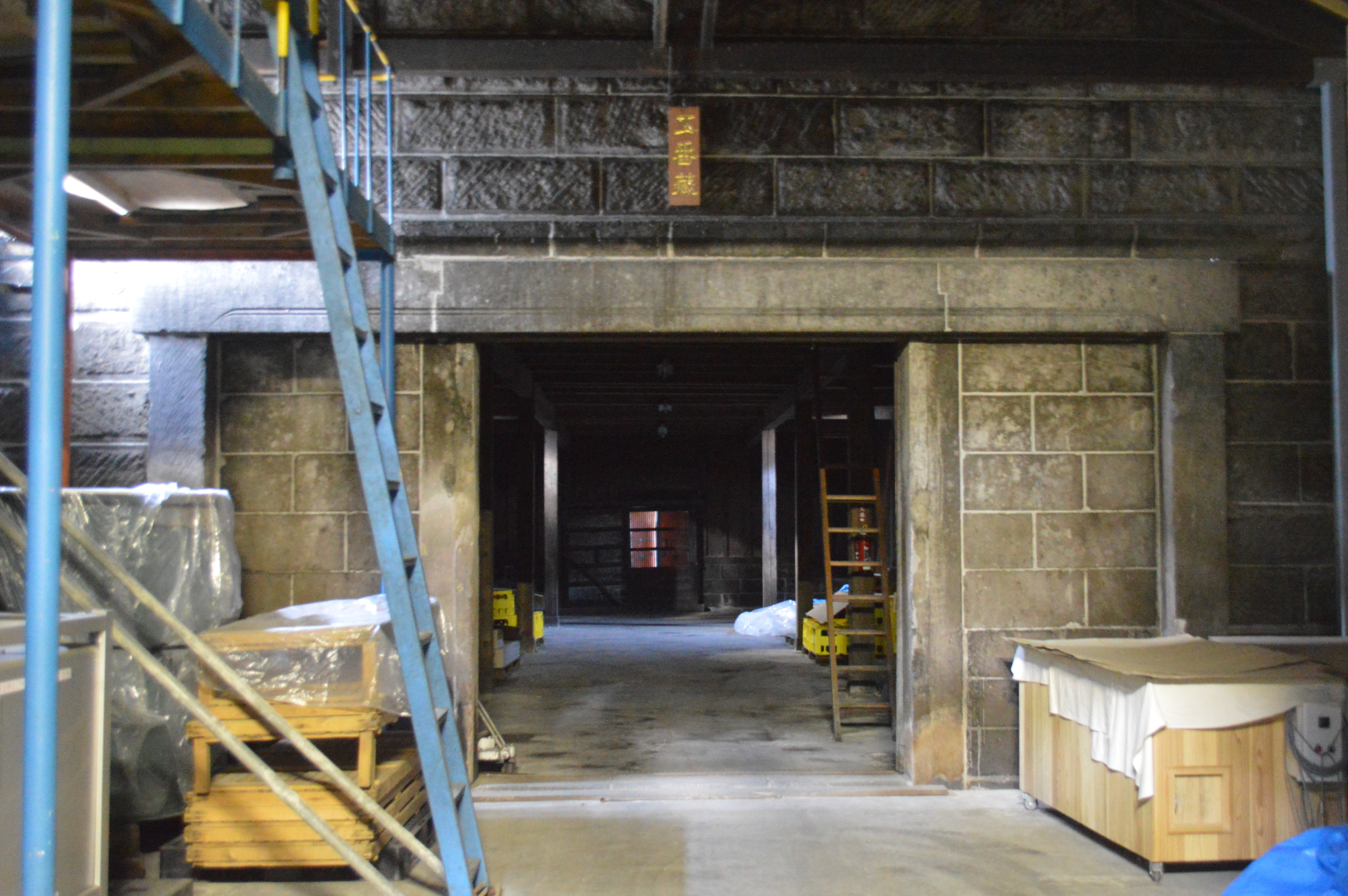
小林酒造五番蔵
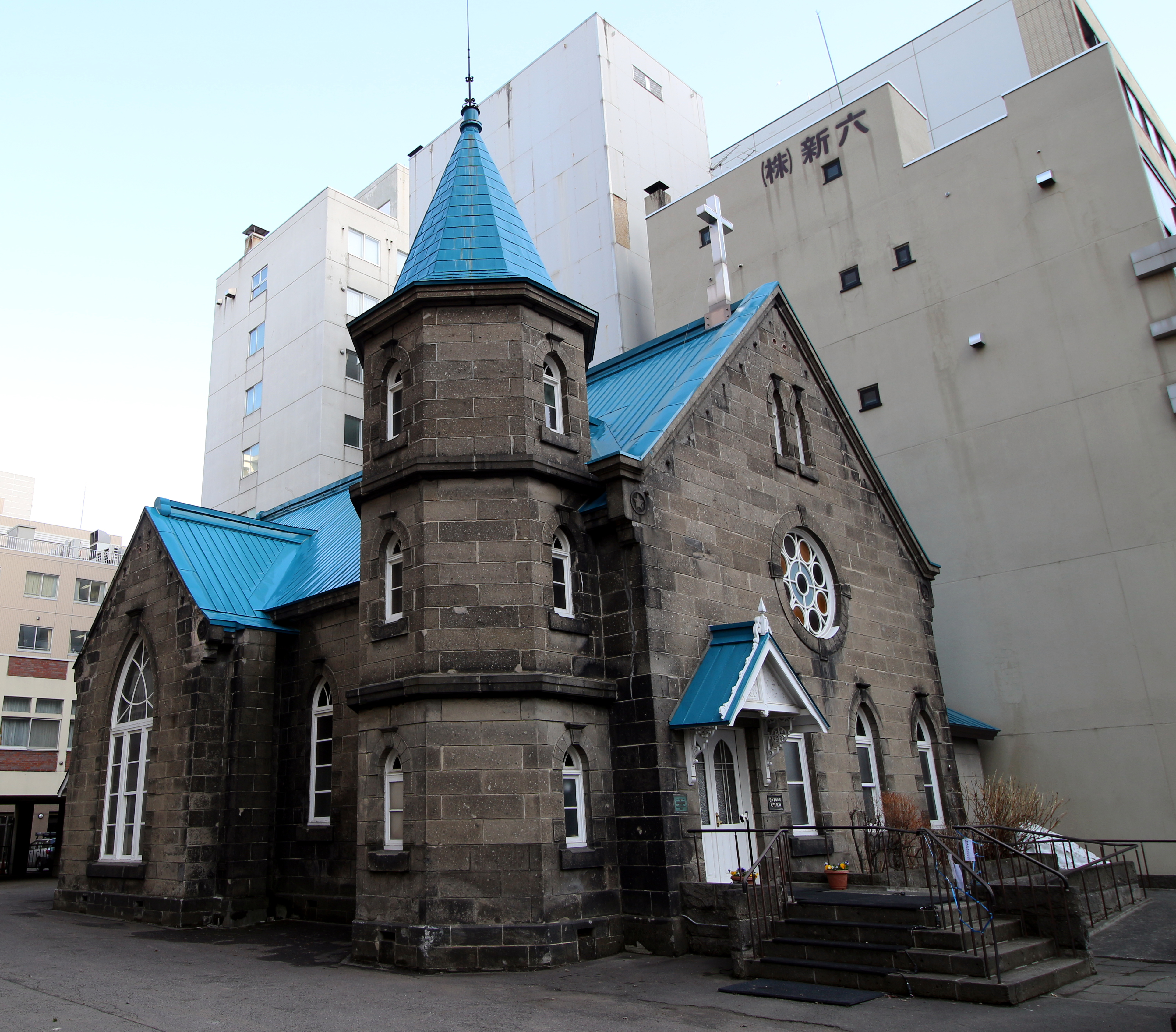
日本キリスト教団札幌教会
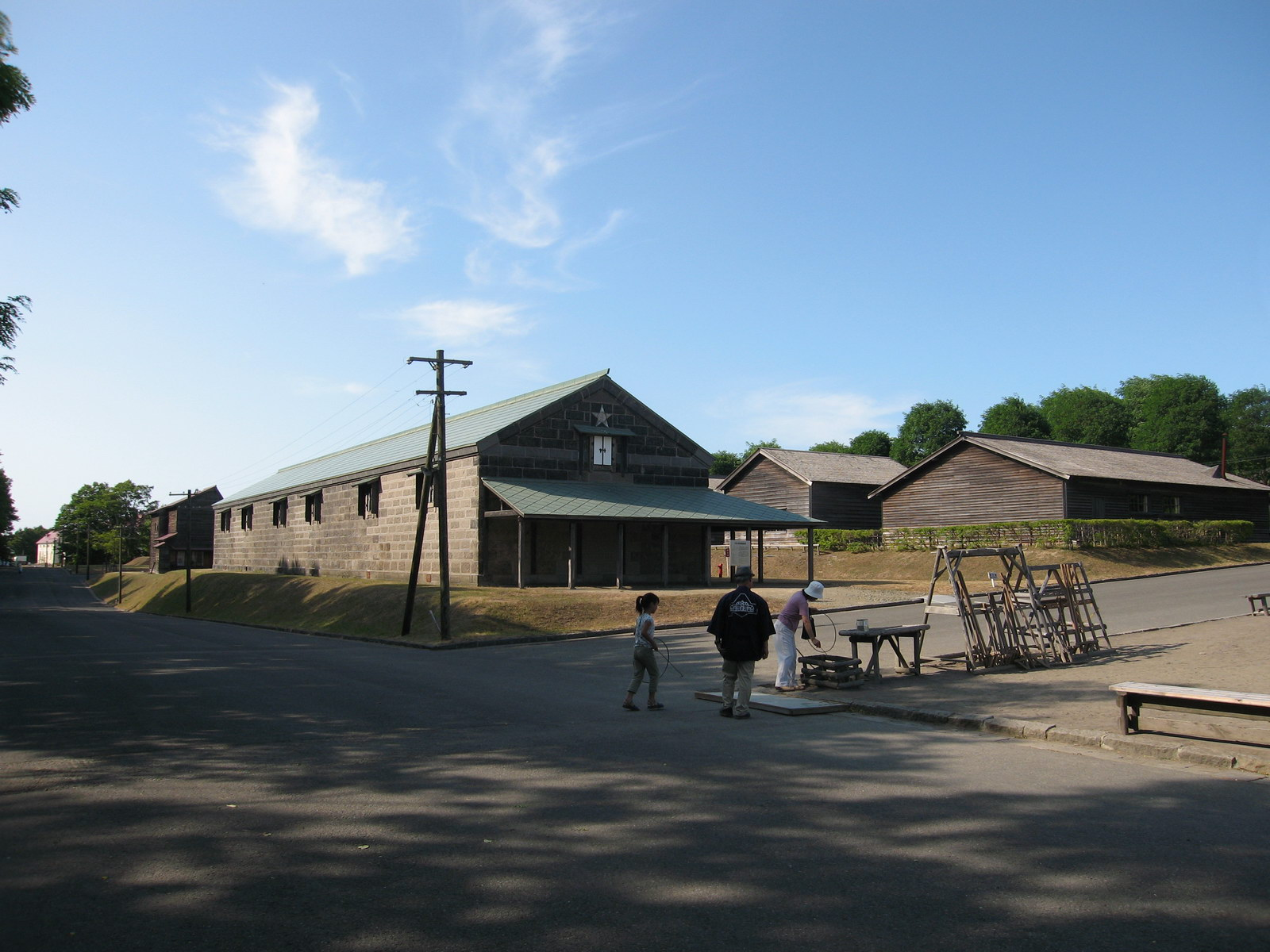
旧札幌拓殖倉庫
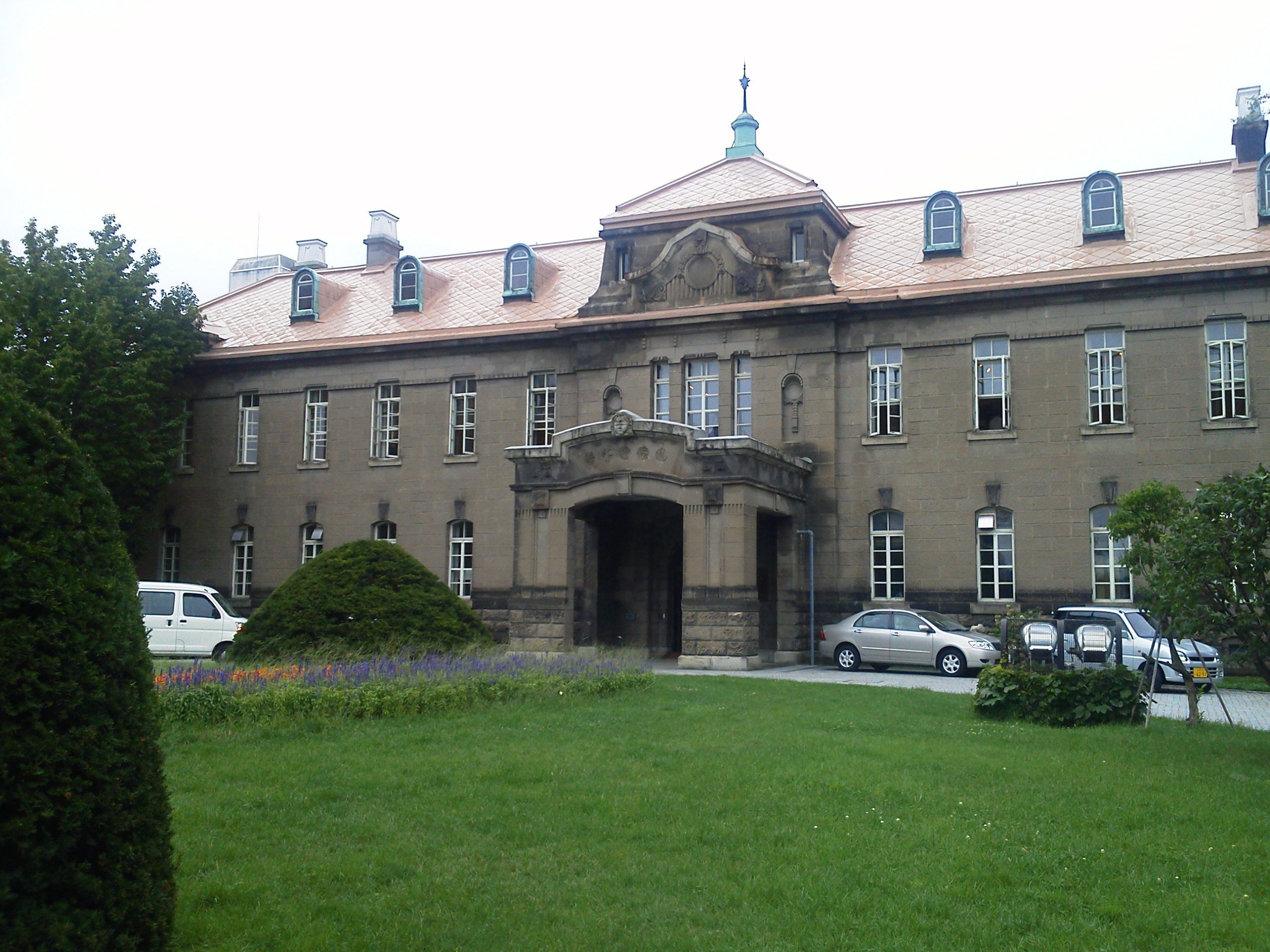
札幌市資料館
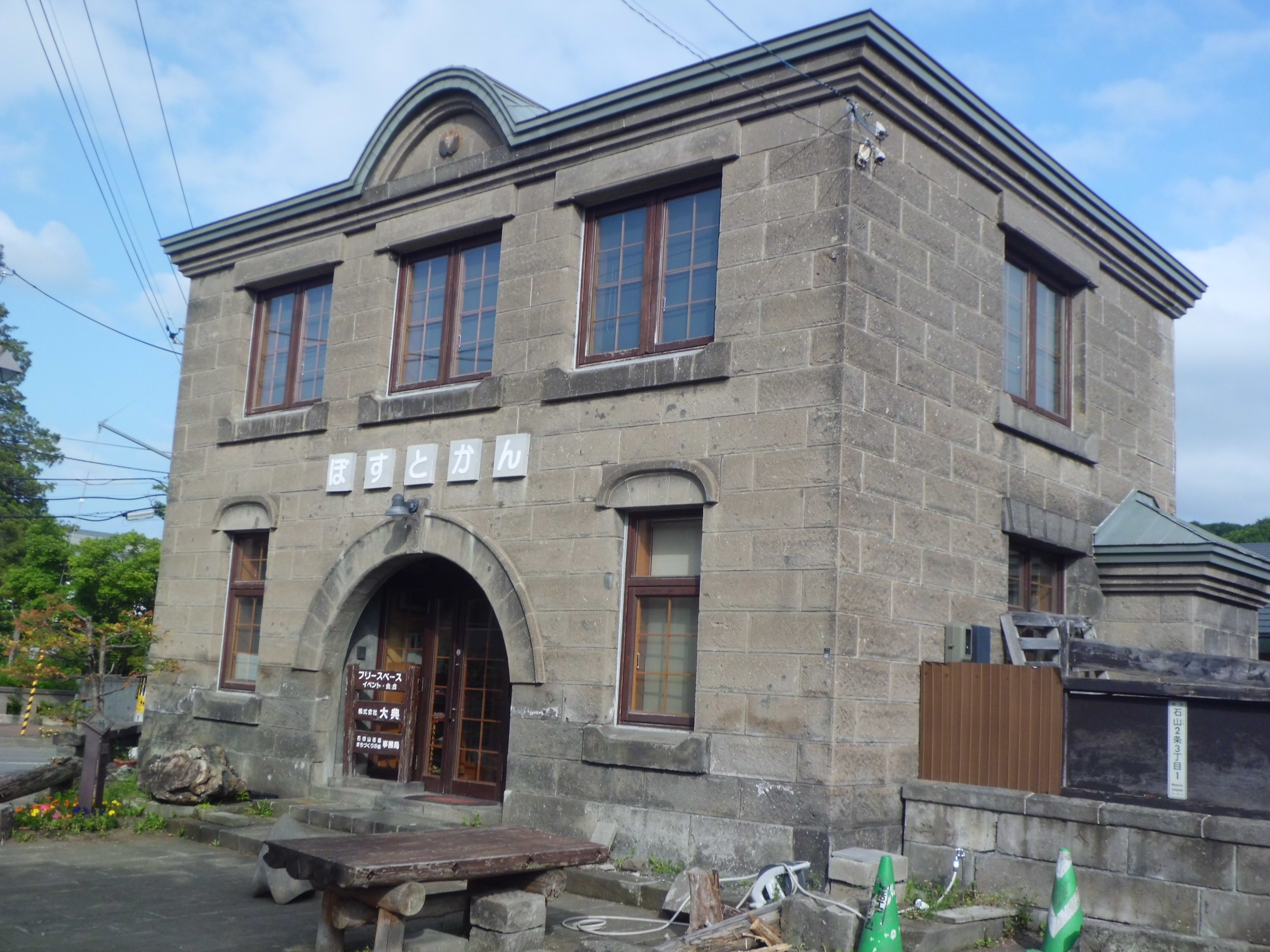
ぽすとかん